# Anders Nielsen (kooperatör)
Anders Nielsen, född 11 juni 1859 i Rye vid Himmelbjerget, död 10 maj 1928, var en dansk jordbrukare och kooperatör.
Efter att ha blivit lantbrukskandidat 1879 verkade Nielsen under några som mejerikonsulent under Thomas Riise Segelcke och som lärare på Karise folkhögskola. År 1882 köpte han Svejstrup Østergaard vid Skanderborg. Han hade stor betydelse inom lantbrukets föreningsliv och valdes 1885 till ordförande i Skanderborg landboförening, och innehade denna post i 18 år. Han tog verksam del i den jyske Fællesforenings arbete och var bland annat dess ordförande 1916–1918. Han var medlem av statens växtavelskommitté och av Landhusholdningsselskabets styrelsesråd, och 1917–1919 var han ordförande för De samvirkende danske Landboforeninger. 
Nielsen verkade särskilt för den danska andelsrörelsen och var medstiftare av icke få av Danmarks viktigaste andelsföreningar och var ordförande för flera av dem. Han var ordförande i styrelsen för den år 1914 inrättade Andelsbanken och tillika ordförande för Andelsudvalget, vilket var styrelse för de samverkande danska andelsföreningarna. Dessa valde honom till medlem av det 1919 stiftade lantbruksrådet, vilket invalde honom i sitt presidium. År 1925 kraschade emellertid Andelsbanken, vilket blev ett hårt slag för Nielsen, som av denna anledning tvingades lämna ledningen för flera av de stora andelsföreningarna. Han var folketingsman (Venstre) för Sæby valkrets 1908–1909.